# 프리드리히 에베르트 (1894년)
프리드리히 에베르트 유니오어(독일어: Friedrich Ebert junior, 1894년 9월 12일 ~ 1979년 12월 4일)는 독일의 정치인이다. 바이마르 공화국의 초대 대통령을 역임한 독일 사회민주당 출신의 정치인인 프리드리히 에베르트의 아들이다. 소속 정당은 독일 사회민주당(1913년 ~ 1946년), 독일 사회주의통일당(1946년 ~ 1979년)이다.

## 생애
1909년부터 1913년까지 인쇄소에서 도제로 일했으며 1910년 독일 사회민주당의 청년 조직인 사회주의 노동청년단에 가입했다. 1913년 독일 사회민주당에 입당했지만 제1차 세계 대전 중이던 1915년 독일군에 징집되었다. 바이마르 공화국 시대에는 사회민주주의 성향의 신문사에서 근무했고 1928년부터 1933년까지 바이마르 공화국 국가의회 의원을 역임했다.
1933년 국가사회주의 독일 노동자당(나치당)이 집권하면서 불법 정치 활동 혐의로 체포되었고 수용소에서 징역 8개월을 복역했다. 1939년에는 독일 국방군에 징집되었고 1940년에는 출판청에서 근무했다. 1945년 제2차 세계 대전이 끝날 때까지 경찰의 감시를 받았다.
제2차 세계 대전 종전 이후에 소련군이 점령하고 있던 브란덴부르크주에서 독일 사회민주당 대표로 선출되었지만 1946년 소련군 점령 지역에서 활동하던 독일 사회민주당과 독일 공산당이 소련의 압력으로 인해 독일 사회주의통일당으로 합당하게 된다. 1948년 11월 30일부터 1967년 7월 5일까지 동베를린 시장을 역임했다.
1949년 독일민주공화국(동독)의 성립과 함께 설립된 인민의회 의원으로 선출되었으며 같은 해에 독일 사회주의통일당 중앙위원회 정치국 위원으로 선출되었다. 1960년에는 국가평의회 위원으로 선출되었고 1971년에는 국가평의회 부의장으로 임명되었다. 1973년 8월 1일 발터 울브리히트 국가평의회 의장이 사망한 뒤부터 1973년 10월 3일 빌리 슈토프가 국가평의회 새 의장으로 선출될 때가지 국가평의회 의장 권한대행을 역임했다.
1979년 동베를린에서 사망했으며 카를 마르크스 훈장, 조국 공로 훈장, 인민 우정 훈장을 받았다. 1967년 동베를린 시장 퇴임과 함께 동베를린의 명예 시민으로 위촉되었지만 독일의 재통일 이후인 1992년에 취소되었다.
| 전임 발터 울브리히트 | 독일민주공화국 국가평의회 주석 권한대행 1973년 8월 1일 – 1973년 10월 3일 | 후임 빌리 슈토프 |